# تصفيات كأس العالم 2018 – آسيا المرحلة الثانية
المرحلة الثانية من مباريات الاتحاد الآسيوي لكرة القدم لتصفيات كأس العالم لكرة القدم 2018 (وتصفيات كأس آسيا 2019) لعبت من 24 مايو 2015 إلى 29 مارس 2016.

## النظام
تم تقسيم ما مجموعة 40 فريقاً (الفرق المرتبة 1–34 في قائمة المشتركين للاتحاد الآسيوي لكرة القدم والفائزين الستة بالمرحلة الأولى) إلى ثماني مجموعات من خمسة فرق للعب مباريات ذهاب وإياب بنظام الدوري الكامل. تقدم فائزي المجموعات الثمانية وأفضل أربعة وصيفين للمجموعات إلى المرحلة الثالثة من تصفيات كأس العالم لكرة القدم فضلاً عن التأهل لنهائيات كأس آسيا 2019.
يتنافس ما مجموعه 24 فريقاً تم إقصائهم من تصفيات كأس العالم في المرحلة الثانية، في المرحلة الثالثة من تصفيات كأس آسيا 2019 (التي تم فصلها عن المرحلة الثالثة لتصفيات كأس العالم لكرة القدم 2018)، حيث سيتم تقسيمهم إلى ست مجموعات من أربعة فرق وسيتنافسون على البطاقات المتبقية لكأس آسيا 2019. الفرق الـ24 يتألفون من الفرق الـ16 الأعلى مرتبة الذين تم إقصائهم في المرحلة الثانية، والفرق الثمانية الذين تقدموا من مرحلة المباريات الفاصلة لتصفيات كأس آسيا 2019 التي يتبارى فيها الفرق الـ12 المتبقية التي أقصيت في المرحلة الثانية.

## التصنيف
عقدت قرعة المرحلة الثانية في 14 أبريل 2015، الساعة 17:00 ت م م (ت ع م+8)، في فندق جي دبليو ماريوت في كوالالمبور، ماليزيا.
واستند التصنيف إلى تصنيف فيفا العالمي لأبريل 2015 (كما هو موضح بين قوسين أدناه). تم تصنيف الفرق الـ40 إلى خمسة أوعية:
- احتوى الوعاء 1 على الفرق المرتبة 1–8
- احتوى الوعاء 2 على الفرق المرتبة 9–16
- احتوى الوعاء 3 على الفرق المرتبة 17–24
- احتوى الوعاء 4 على الفرق المرتبة 25–32
- احتوى الوعاء 5 على الفرق المرتبة 33–40

احتوت كل مجموعة على فريق واحد من كل من الأوعية الخمسة. وقد تم تحديد مباريات كل مجموعة تلقائياً استناداً إلى الوعاء الخاص بكل فريق.
بما أن ترتيب التصنيف استند إلى أحدث تصنيف للفيفا قبيل القرعة، فإنه اختلف عن الترتيب في قائمة المشتركين للاتحاد الآسيوي لكرة القدم، الذي استند إلى تصنيف فيفا العالمي ليناير 2015. وكان من بين الفائزين الستة بالمرحلة الأولى، ثلاثة مصنفين أعلى من الوعاء 5 (الهند في الوعاء 3، وتيمور الشرقية وبوتان في الوعاء 4)، على أساس نقاط التصنيف المكتسبة من مباريات المرحلة الأولى، في حين أن الآخرين الثلاثة (اليمن، كمبوديا وتايبيه الصينية) صنفوا في الوعاء 5.
ملاحظة: تأهلت الفرق الغامقة إلى المرحلة الثالثة.
| الوعاء 1 | الوعاء 2 | الوعاء 3 |
| --- | --- | --- |
| 1. إيران (40) 2. اليابان (50) 3. كوريا الجنوبية (57) 4. أستراليا (63) 5. الإمارات العربية المتحدة (68) 6. أوزبكستان (73) 7. الصين (82) 8. العراق (86)      | 1. السعودية (95) 2. عمان (97) 3. قطر (99) 4. الأردن (103) 5. البحرين (108) 6. فيتنام (125) 7. سوريا (126) 8. الكويت (127)                 | 1. أفغانستان (135) 2. الفلبين (139) 3. فلسطين (140) 4. المالديف (141) 5. تايلاند (142) 6. طاجيكستان (143) 7. لبنان (144) 8. الهند (147) |
| الوعاء 4 | الوعاء 5 | |
| 1. تيمور الشرقية (152) 2. قرغيزستان (153) 3. كوريا الشمالية (157) 4. ميانمار (158) 5. تركمانستان (159) 6. إندونيسيا (159) 7. سنغافورة (162) 8. بوتان (163) | 1. ماليزيا (164) 2. هونغ كونغ (167) 3. بنغلاديش (167) 4. اليمن (170) 5. غوام (175) 6. لاوس (178) 7. كمبوديا (179) 8. تايبيه الصينية (179) | |

## المجموعات
| كسر تعادل تصفيات كأس العالم لكرة القدم 2018 |
| --- |
| في نظام الدوري ذهابًا وإيابًا، يستند ترتيب الفرق في كل مجموعة على المعايير التالية (مادتي اللوائح 20.6 و20.7): 1. النقاط (3 نقاط للفوز، نقطة واحدة للتعادل، لا شيء للخسارة) 2. فارق الأهداف 3. الأهداف المسجلة 4. النقاط في المباريات بين الفرق المتعادلة 5. فارق الأهداف في المباريات بين الفرق المتعادلة 6. الأهداف المسجلة في المباريات بين الفرق المتعادلة 7. الأهداف الخارجية المسجلة في المباريات بين الفرق المتعادلة (إذا كان التعادل هو فقط بين فريقين) 8. نقاط اللعب النظيف - بطاقة صفراء واحدة: ناقص نقطة - بطاقة حمراء غير مباشرة (بطاقة صفراء ثانية): ناقص 3 نقطة - بطاقة حمراء مباشرة: ناقص 4 نقاط - بطاقة صفراء ثم بطاقة حمراء مباشرة: ناقص 5 نقاط 9. وضع قرعة من قبل لجنة الفيفا المنظمة |

### المجموعة أ
| م | الفريق                   | لعب | ف | ت | خ | أ.له | أ.ع | أ.ف | نقاط | التأهل                                      |
| - | ------------------------ | --- | - | - | - | ---- | --- | --- | ---- | ------------------------------------------- |
| 1 | السعودية                 | 8   | 6 | 2 | 0 | 28   | 4   | +24 | 20   | المرحلة الثالثة و‌كأس آسيا                   |
| 2 | الإمارات العربية المتحدة | 8   | 5 | 2 | 1 | 25   | 4   | +21 | 17   | المرحلة الثالثة و‌كأس آسيا                   |
| 3 | فلسطين                   | 8   | 3 | 3 | 2 | 22   | 6   | +16 | 12   | المرحلة الثالثة التأهيلية لكأس آسيا         |
| 4 | ماليزيا                  | 8   | 1 | 1 | 6 | 3    | 30  | −27 | 4    | مرحلة المباريات الفاصلة التأهيلية لكأس آسيا |
| 5 | تيمور الشرقية            | 8   | 0 | 2 | 6 | 2    | 36  | −34 | 2    | مرحلة المباريات الفاصلة التأهيلية لكأس آسيا |

| ماليزيا  | 1–1                      | تيمور الشرقية |
| -------- | ------------------------ | ------------- |
| صافي 34' | تقرير (FIFA) تقرير (AFC) | سارو 90+3'    |

| السعودية                        | 3–2                      | فلسطين                     |
| ------------------------------- | ------------------------ | -------------------------- |
| الشهري 6' · السهلاوي 46'، 90+4' | تقرير (FIFA) تقرير (AFC) | تامبوريني 51' · حذوة 90+1' |

| تيمور الشرقية | 0–1                      | الإمارات العربية المتحدة |
| ------------- | ------------------------ | ------------------------ |
|               | تقرير (FIFA) تقرير (AFC) | ع. عبد الرحمن 80'        |

| ماليزيا | 0–6                      | فلسطين                                                 |
| ------- | ------------------------ | ------------------------------------------------------ |
|         | تقرير (FIFA) تقرير (AFC) | البطاط 9' · مراعبة 22'، 75' · صيام 41'، 86' · يوسف 63' |

| الإمارات العربية المتحدة                                                          | 10–0                     | ماليزيا |
| --------------------------------------------------------------------------------- | ------------------------ | ------- |
| سالم 16' · مبخوت 22'، 33'، 76' · خليل 24'، 29'، 70'، 78' · الفردان 25' · أحمد 37' | تقرير (FIFA) تقرير (AFC) |         |

| السعودية                                                                         | 7–0                      | تيمور الشرقية |
| -------------------------------------------------------------------------------- | ------------------------ | ------------- |
| الشهري 2' · السهلاوي 23' (ركلة.)، 26'، 71' · الفرج 30' · الجاسم 32' · المولد 73' | تقرير (FIFA) تقرير (AFC) |               |

| ماليزيا  | 0–3 منحت                 | السعودية                  |
| -------- | ------------------------ | ------------------------- |
| شفيق 70' | تقرير (FIFA) تقرير (AFC) | الجاسم 73' · السهلاوي 76' |

| فلسطين | 0–0                      | الإمارات العربية المتحدة |
| ------ | ------------------------ | ------------------------ |
|        | تقرير (FIFA) تقرير (AFC) |                          |

| تيمور الشرقية | 1–1                      | فلسطين          |
| ------------- | ------------------------ | --------------- |
| سارو 54'      | تقرير (FIFA) تقرير (AFC) | أبو ناهية 90+2' |

| السعودية                  | 2–1                      | الإمارات العربية المتحدة |
| ------------------------- | ------------------------ | ------------------------ |
| السهلاوي 45'، 90' (ركلة.) | تقرير (FIFA) تقرير (AFC) | خليل 18'                 |

| تيمور الشرقية | 0–1                      | ماليزيا  |
| ------------- | ------------------------ | -------- |
|               | تقرير (FIFA) تقرير (AFC) | عمري 10' |

| فلسطين | 0–0                      | السعودية |
| ------ | ------------------------ | -------- |
|        | تقرير (FIFA) تقرير (AFC) |          |

| فلسطين                                                          | 6–0                      | ماليزيا |
| --------------------------------------------------------------- | ------------------------ | ------- |
| كانتيانا 37' · أبو ناهية 38'، 45'، 58' · صيام 88' · حبيشة 90+1' | تقرير (FIFA) تقرير (AFC) |         |

| الإمارات العربية المتحدة                                                  | 8–0                      | تيمور الشرقية |
| ------------------------------------------------------------------------- | ------------------------ | ------------- |
| مبخوت 15'، 19' · خليل 43'، 53' (ركلة.)، 56'، 57' · موسى 54' · الهاشمي 87' | تقرير (FIFA) تقرير (AFC) |               |

| تيمور الشرقية | 0–10                     | السعودية |
| ------------- | ------------------------ | --- |
|               | تقرير (FIFA) تقرير (AFC) | السهلاوي 29' (ركلة.)، 42'، 55' (ركلة.)، 70'، 89' · هوساوي 34' · الشهري 35' · الجاسم 85' · هزازي 90' · المولد 90+2' |

| ماليزيا    | 1–2                      | الإمارات العربية المتحدة     |
| ---------- | ------------------------ | ---------------------------- |
| بادرول 59' | تقرير (FIFA) تقرير (AFC) | ع. عبد الرحمن 22' · خليل 52' |

| الإمارات العربية المتحدة       | 2–0                      | فلسطين |
| ------------------------------ | ------------------------ | ------ |
| الحمادي 33' · خليل 60' (ركلة.) | تقرير (FIFA) تقرير (AFC) |        |

| السعودية                  | 2–0                      | ماليزيا |
| ------------------------- | ------------------------ | ------- |
| السهلاوي 50' · الجاسم 74' | تقرير (FIFA) تقرير (AFC) |         |

| فلسطين                                                                 | 7–0                      | تيمور الشرقية |
| ---------------------------------------------------------------------- | ------------------------ | ------------- |
| حبيشة 2' · كانتيانا 18'، 66' · بينتو 32'، 39' · عوض 77' · البهداري 90' | تقرير (FIFA) تقرير (AFC) |               |

| الإمارات العربية المتحدة | 1–1                      | السعودية   |
| ------------------------ | ------------------------ | ---------- |
| ع. عبد الرحمن 52'        | تقرير (FIFA) تقرير (AFC) | الجاسم 24' |

### المجموعة ب
| بنغلاديش          | 1–3                      | قرغيزستان                                 |
| ----------------- | ------------------------ | ----------------------------------------- |
| كيتشين 32' (ه.ذ.) | تقرير (FIFA) تقرير (AFC) | زمليانوخين 9'، 41' · بيرنهارت 29' (ركلة.) |

| طاجيكستان     | 1–3                      | الأردن                   |
| ------------- | ------------------------ | ------------------------ |
| م. جليلوف 66' | تقرير (FIFA) تقرير (AFC) | عبد الفتاح 29'، 63'، 88' |

| بنغلاديش | 1–1                      | طاجيكستان       |
| -------- | ------------------------ | --------------- |
| حسن 50'  | تقرير (FIFA) تقرير (AFC) | فتح اللهئيف 88' |

| قرغيزستان       | 1–2                      | أستراليا            |
| --------------- | ------------------------ | ------------------- |
| ميرزالييف 90+2' | تقرير (FIFA) تقرير (AFC) | يديناك 2' · أور 68' |

| أستراليا                                      | 5–0                      | بنغلاديش |
| --------------------------------------------- | ------------------------ | -------- |
| ليكي 6' · روغيتش 8'، 20' · برنز 29' · موي 61' | تقرير (FIFA) تقرير (AFC) |          |

| الأردن | 0–0                      | قرغيزستان |
| ------ | ------------------------ | --------- |
|        | تقرير (FIFA) تقرير (AFC) |           |

| بنغلاديش | 0–4                      | الأردن                                            |
| -------- | ------------------------ | ------------------------------------------------- |
|          | تقرير (FIFA) تقرير (AFC) | ذيب 13' (ركلة.)، 56' · أبو عمارة 33' · البخيت 58' |

| طاجيكستان | 0–3                      | أستراليا                       |
| --------- | ------------------------ | ------------------------------ |
|           | تقرير (FIFA) تقرير (AFC) | ميليغان 57' · كاهيل 73'، 90+1' |

| الأردن                               | 2–0                      | أستراليا |
| ------------------------------------ | ------------------------ | -------- |
| عبد الفتاح 47' (ركلة.) · الدردور 84' | تقرير (FIFA) تقرير (AFC) |          |

| قرغيزستان | 0–2                      | طاجيكستان                         |
| --------- | ------------------------ | --------------------------------- |
|           | تقرير (FIFA) تقرير (AFC) | م. جليلوف 65' · نظروف 71' (ركلة.) |

| قرغيزستان             | 2–0                      | بنغلاديش |
| --------------------- | ------------------------ | -------- |
| لوكس 27' · أميروف 89' | تقرير (FIFA) تقرير (AFC) |          |

| الأردن                              | 3–0                      | طاجيكستان |
| ----------------------------------- | ------------------------ | --------- |
| الدردور 65'، 90+4' · عبد الفتاح 67' | تقرير (FIFA) تقرير (AFC) |           |

| أستراليا                                           | 3–0                      | قرغيزستان |
| -------------------------------------------------- | ------------------------ | --------- |
| يديناك 40' (ركلة.) · كاهيل 50' · أميروف 69' (ه.ذ.) | تقرير (FIFA) تقرير (AFC) |           |

| طاجيكستان                                        | 5–0                      | بنغلاديش |
| ------------------------------------------------ | ------------------------ | -------- |
| م. جليلوف 16'، 26'، 59'، 74' · نظروف 51' (ركلة.) | تقرير (FIFA) تقرير (AFC) |          |

| بنغلاديش | 0–4                      | أستراليا                        |
| -------- | ------------------------ | ------------------------------- |
|          | تقرير (FIFA) تقرير (AFC) | كاهيل 6'، 32'، 37' · يديناك 43' |

| قرغيزستان      | 1–0                      | الأردن |
| -------------- | ------------------------ | ------ |
| زمليانوخين 48' | تقرير (FIFA) تقرير (AFC) |        |

| أستراليا                                                            | 5–0                      | طاجيكستان |
| ------------------------------------------------------------------- | ------------------------ | --------- |
| لونغو 3' · يديناك 13' (ركلة.) · ميليغان 57' (ركلة.) · برنز 67'، 87' | تقرير (FIFA) تقرير (AFC) |           |

| الأردن                                                                                            | 8–0                      | بنغلاديش |
| ------------------------------------------------------------------------------------------------- | ------------------------ | -------- |
| الدردور 7'، 23'، 40' · ذيب 29' (ركلة.) · الرواشدة 32' · فيصل 63' · النبر 82' · سمير 90+2' (ركلة.) | تقرير (FIFA) تقرير (AFC) |          |

| أستراليا                                          | 5–1                      | الأردن  |
| ------------------------------------------------- | ------------------------ | ------- |
| كاهيل 24'، 44' · موي 39' · روغيتش 53' · لونغو 69' | تقرير (FIFA) تقرير (AFC) | ذيب 90' |

| طاجيكستان | 0–1                      | قرغيزستان |
| --------- | ------------------------ | --------- |
|           | تقرير (FIFA) تقرير (AFC) | لوكس 18'  |

### المجموعة ج
| م | الفريق    | لعب | ف | ت | خ | أ.له | أ.ع | أ.ف | نقاط | التأهل                                      |
| - | --------- | --- | - | - | - | ---- | --- | --- | ---- | ------------------------------------------- |
| 1 | قطر       | 8   | 7 | 0 | 1 | 29   | 4   | +25 | 21   | المرحلة الثالثة و‌كأس آسيا                   |
| 2 | الصين     | 8   | 5 | 2 | 1 | 27   | 1   | +26 | 17   | المرحلة الثالثة و‌كأس آسيا                   |
| 3 | هونغ كونغ | 8   | 4 | 2 | 2 | 13   | 5   | +8  | 14   | المرحلة الثالثة التأهيلية لكأس آسيا         |
| 4 | المالديف  | 8   | 2 | 0 | 6 | 8    | 20  | −12 | 6    | مرحلة المباريات الفاصلة التأهيلية لكأس آسيا |
| 5 | بوتان     | 8   | 0 | 0 | 8 | 5    | 52  | −47 | 0    | مرحلة المباريات الفاصلة التأهيلية لكأس آسيا |

| هونغ كونغ                                                                                             | 7–0                      | بوتان |
| --- | ------------------------ | ----- |
| ماككي 19'، 57' · كريستيان 23' · لو كوان يي 30' · جو يينغجي 42' · لام كا واي 49' (ركلة.) · غودفريد 67' | تقرير (FIFA) تقرير (AFC) |       |

| المالديف | 0–1                      | قطر               |
| -------- | ------------------------ | ----------------- |
|          | تقرير (FIFA) تقرير (AFC) | عبد المقصود 90+8' |

| بوتان | 0–6                      | الصين                                                   |
| ----- | ------------------------ | ------------------------------------------------------- |
|       | تقرير (FIFA) تقرير (AFC) | يانغ شو 45+2'، 60'، 76' · وو لي 55' · يو داباو 67'، 83' |

| هونغ كونغ                      | 2–0                      | المالديف |
| ------------------------------ | ------------------------ | -------- |
| شو ديشواي 63' · لام كا واي 67' | تقرير (FIFA) تقرير (AFC) |          |

| الصين | 0–0                      | هونغ كونغ |
| ----- | ------------------------ | --------- |
|       | تقرير (FIFA) تقرير (AFC) |           |

| قطر | 15–0                     | بوتان |
| --- | ------------------------ | ----- |
| موسى 8'، 28' · كاسولا 18' · أسد الله 21'، 45'، 63' · الهيدوس 25'، 87' · مونتاري 37'، 41'، 48' · عفيف 57' · خوخي 62'، 70' · محمد 75' | تقرير (FIFA) تقرير (AFC) |       |

| المالديف | 0–3                      | الصين                              |
| -------- | ------------------------ | ---------------------------------- |
|          | تقرير (FIFA) تقرير (AFC) | يو داباو 8'، 57' · جانغ لينبنغ 66' |

| هونغ كونغ                | 2–3                      | قطر                             |
| ------------------------ | ------------------------ | ------------------------------- |
| باي هي 87' · غودفريد 89' | تقرير (FIFA) تقرير (AFC) | بوضياف 22' · حسن 62' · موسى 84' |

| بوتان                                 | 3–4                      | المالديف                              |
| ------------------------------------- | ------------------------ | ------------------------------------- |
| دورجي 85' · غيلتشين 88' · باسنت 90+1' | تقرير (FIFA) تقرير (AFC) | نشيد 11' · أشفق 23'، 33'، 57' (ركلة.) |

| قطر        | 1–0                      | الصين |
| ---------- | ------------------------ | ----- |
| بوضياف 22' | تقرير (FIFA) تقرير (AFC) |       |

| بوتان | 0–1                      | هونغ كونغ       |
| ----- | ------------------------ | --------------- |
|       | تقرير (FIFA) تقرير (AFC) | تشان سيو كي 89' |

| قطر                                     | 4–0                      | المالديف |
| --------------------------------------- | ------------------------ | -------- |
| خوخي 28'، 70' · كاسولا 69' · موسى 90+2' | تقرير (FIFA) تقرير (AFC) |          |

| المالديف | 0–1                      | هونغ كونغ            |
| -------- | ------------------------ | -------------------- |
|          | تقرير (FIFA) تقرير (AFC) | باولينيو 13' (ركلة.) |

| الصين | 12–0                     | بوتان |
| --- | ------------------------ | ----- |
| مي فانغ 10' · يانغ شو 13'، 21' (ركلة.)، 37'، 52' · يو داباو 16'، 39' · يو هانتشاو 34'، 72' · وانغ يونغبو 66'، 81' · جانغ شيجي 88' | تقرير (FIFA) تقرير (AFC) |       |

| بوتان | 0–3                      | قطر                            |
| ----- | ------------------------ | ------------------------------ |
|       | تقرير (FIFA) تقرير (AFC) | مونتاري 22' · الهيدوس 36'، 90' |

| هونغ كونغ | 0–0                      | الصين |
| --------- | ------------------------ | ----- |
|           | تقرير (FIFA) تقرير (AFC) |       |

| الصين                                   | 4–0                      | المالديف |
| --------------------------------------- | ------------------------ | -------- |
| جيانغ نينغ 2'، 84'، 90+1' · يانغ شو 12' | تقرير (FIFA) تقرير (AFC) |          |

| قطر                     | 2–0                      | هونغ كونغ |
| ----------------------- | ------------------------ | --------- |
| الهيدوس 20' · سوريا 87' | تقرير (FIFA) تقرير (AFC) |           |

| الصين                      | 2–0                      | قطر |
| -------------------------- | ------------------------ | --- |
| هوانغ بوين 57' · وو لي 88' | تقرير (FIFA) تقرير (AFC) |     |

| المالديف                                         | 4–2                      | بوتان                          |
| ------------------------------------------------ | ------------------------ | ------------------------------ |
| أسد الله 37' · أشفق 81' (ركلة.)، 90+4' · حسن 87' | تقرير (FIFA) تقرير (AFC) | غيلتشين 7' · دورجي 48' (ركلة.) |

### المجموعة د
| م | الفريق     | لعب | ف | ت | خ | أ.له | أ.ع | أ.ف | نقاط | التأهل                                      |
| - | ---------- | --- | - | - | - | ---- | --- | --- | ---- | ------------------------------------------- |
| 1 | إيران      | 8   | 6 | 2 | 0 | 26   | 3   | +23 | 20   | المرحلة الثالثة و‌كأس آسيا                   |
| 2 | عمان       | 8   | 4 | 2 | 2 | 11   | 7   | +4  | 14   | المرحلة الثالثة التأهيلية لكأس آسيا         |
| 3 | تركمانستان | 8   | 4 | 1 | 3 | 10   | 11  | −1  | 13   | المرحلة الثالثة التأهيلية لكأس آسيا         |
| 4 | غوام       | 8   | 2 | 1 | 5 | 3    | 16  | −13 | 7    | المرحلة الثالثة التأهيلية لكأس آسيا         |
| 5 | الهند      | 8   | 1 | 0 | 7 | 5    | 18  | −13 | 3    | مرحلة المباريات الفاصلة التأهيلية لكأس آسيا |

| غوام                 | 1–0                      | تركمانستان |
| -------------------- | ------------------------ | ---------- |
| أناورازوف 12' (ه.ذ.) | تقرير (FIFA) تقرير (AFC) |            |

| الهند      | 1–2                      | عمان                          |
| ---------- | ------------------------ | ----------------------------- |
| تشيتري 26' | تقرير (FIFA) تقرير (AFC) | سعيد 1' · الحوسني 40' (ركلة.) |

| غوام                       | 2–1                      | الهند        |
| -------------------------- | ------------------------ | ------------ |
| ماكدونالد 37' · نيكلاو 62' | تقرير (FIFA) تقرير (AFC) | تشيتري 90+3' |

| تركمانستان     | 1–1                      | إيران    |
| -------------- | ------------------------ | -------- |
| مينغازوف 45+1' | تقرير (FIFA) تقرير (AFC) | آزمون 4' |

| إيران                                                           | 6–0                      | غوام |
| --------------------------------------------------------------- | ------------------------ | ---- |
| دجاغه 10' (ركلة.) · طارمي 31'، 65' · آزمون 34'، 41' · ترابي 89' | تقرير (FIFA) تقرير (AFC) |      |

| عمان                                       | 3–1                      | تركمانستان |
| ------------------------------------------ | ------------------------ | ---------- |
| صالح 7' · ساباروف 11' (ه.ذ.) · الحوسني 59' | تقرير (FIFA) تقرير (AFC) | أمانوف 82' |

| غوام | 0–0                      | عمان |
| ---- | ------------------------ | ---- |
|      | تقرير (FIFA) تقرير (AFC) |      |

| الهند | 0–3 منحت                 | إيران                                |
| ----- | ------------------------ | ------------------------------------ |
|       | تقرير (FIFA) تقرير (AFC) | آزمون 28' · تيموريان 46' · طارمي 49' |

| تركمانستان             | 2–1                      | الهند          |
| ---------------------- | ------------------------ | -------------- |
| أبيلوف 8' · أمانوف 60' | تقرير (FIFA) تقرير (AFC) | لالبيكهلوا 28' |

| عمان        | 1–1                      | إيران     |
| ----------- | ------------------------ | --------- |
| المخيني 52' | تقرير (FIFA) تقرير (AFC) | حسيني 70' |

| تركمانستان | 1–0                      | غوام |
| ---------- | ------------------------ | ---- |
| أبيلوف 16' | تقرير (FIFA) تقرير (AFC) |      |

| عمان                          | 3–0                      | الهند |
| ----------------------------- | ------------------------ | ----- |
| مبارك 55' · المقبالي 67'، 84' | تقرير (FIFA) تقرير (AFC) |       |

| إيران                                             | 3–1                      | تركمانستان  |
| ------------------------------------------------- | ------------------------ | ----------- |
| بورعليغنجي 6' · عزت اللهي 64' · دجاغه 83' (ركلة.) | تقرير (FIFA) تقرير (AFC) | ساباروف 62' |

| الهند       | 1–0                      | غوام |
| ----------- | ------------------------ | ---- |
| ر. سينغ 10' | تقرير (FIFA) تقرير (AFC) |      |

| غوام | 0–6                      | إيران                                                                             |
| ---- | ------------------------ | --------------------------------------------------------------------------------- |
|      | تقرير (FIFA) تقرير (AFC) | طارمي 12'، 63' · كاميابينيا 32' · رضائيان 49' · شجاعي 52' (ركلة.) · أنصاريفرد 53' |

| تركمانستان                  | 2–1                      | عمان        |
| --------------------------- | ------------------------ | ----------- |
| غيفوركيان 40' · موهادوف 67' | تقرير (FIFA) تقرير (AFC) | الغساني 70' |

| إيران                                                      | 4–0                      | الهند |
| ---------------------------------------------------------- | ------------------------ | ----- |
| حاج صفي 33' (ركلة.)، 66' (ركلة.) · آزمون 61' · جهانبخش 78' | تقرير (FIFA) تقرير (AFC) |       |

| عمان      | 1–0                      | غوام |
| --------- | ------------------------ | ---- |
| مبارك 53' | تقرير (FIFA) تقرير (AFC) |      |

| الهند       | 1–2                      | تركمانستان              |
| ----------- | ------------------------ | ----------------------- |
| جهينغان 26' | تقرير (FIFA) تقرير (AFC) | أمانوف 48' · آتاييف 70' |

| إيران          | 2–0                      | عمان |
| -------------- | ------------------------ | ---- |
| آزمون 16'، 23' | تقرير (FIFA) تقرير (AFC) |      |

### المجموعة ر
| م | الفريق    | لعب | ف | ت | خ | أ.له | أ.ع | أ.ف | نقاط | التأهل                                      |
| - | --------- | --- | - | - | - | ---- | --- | --- | ---- | ------------------------------------------- |
| 1 | اليابان   | 8   | 7 | 1 | 0 | 27   | 0   | +27 | 22   | المرحلة الثالثة و‌كأس آسيا                   |
| 2 | سوريا     | 8   | 6 | 0 | 2 | 26   | 11  | +15 | 18   | المرحلة الثالثة و‌كأس آسيا                   |
| 3 | سنغافورة  | 8   | 3 | 1 | 4 | 9    | 9   | 0   | 10   | المرحلة الثالثة التأهيلية لكأس آسيا         |
| 4 | أفغانستان | 8   | 3 | 0 | 5 | 8    | 24  | −16 | 9    | المرحلة الثالثة التأهيلية لكأس آسيا         |
| 5 | كمبوديا   | 8   | 0 | 0 | 8 | 1    | 27  | −26 | 0    | مرحلة المباريات الفاصلة التأهيلية لكأس آسيا |

| كمبوديا | 0–4                      | سنغافورة                                |
| ------- | ------------------------ | --------------------------------------- |
|         | تقرير (FIFA) تقرير (AFC) | خايرول 9' · صفوان 21'، 35' · فازرول 55' |

| أفغانستان | 0–6                      | سوريا                                                                     |
| --------- | ------------------------ | ------------------------------------------------------------------------- |
|           | تقرير (FIFA) تقرير (AFC) | رافع 19'، 35' · العجان 42' · الحسين 70' · ملكي 75' · خريبين 90+4' (ركلة.) |

| اليابان | 0–0                      | سنغافورة |
| ------- | ------------------------ | -------- |
|         | تقرير (FIFA) تقرير (AFC) |          |

| كمبوديا | 0–1                      | أفغانستان |
| ------- | ------------------------ | --------- |
|         | تقرير (FIFA) تقرير (AFC) | زازي 86'  |

| اليابان                             | 3–0                      | كمبوديا |
| ----------------------------------- | ------------------------ | ------- |
| هوندا 28' · يوشيدا 50' · كاغاوا 61' | تقرير (FIFA) تقرير (AFC) |         |

| سوريا      | 1–0                      | سنغافورة |
| ---------- | ------------------------ | -------- |
| الجفال 59' | تقرير (FIFA) تقرير (AFC) |          |

| كمبوديا | 0–6                      | سوريا                                                              |
| ------- | ------------------------ | ------------------------------------------------------------------ |
|         | تقرير (FIFA) تقرير (AFC) | خريبين 29'، 39' · ملكي 31' · المواس 44' · الميداني 50' · أومري 81' |

| أفغانستان | 0–6                      | اليابان                                                        |
| --------- | ------------------------ | -------------------------------------------------------------- |
|           | تقرير (FIFA) تقرير (AFC) | كاغاوا 10'، 50' · موريشيغي 35' · أوكازاكي 57'، 60' · هوندا 74' |

| سنغافورة   | 1–0                      | أفغانستان |
| ---------- | ------------------------ | --------- |
| خايرول 72' | تقرير (FIFA) تقرير (AFC) |           |

| سوريا | 0–3                      | اليابان                                       |
| ----- | ------------------------ | --------------------------------------------- |
|       | تقرير (FIFA) تقرير (AFC) | هوندا 55' (ركلة.) · أوكازاكي 70' · أوسامي 88' |

| سنغافورة              | 2–1                      | كمبوديا    |
| --------------------- | ------------------------ | ---------- |
| فارس 16' · فازرول 47' | تقرير (FIFA) تقرير (AFC) | سوهانا 65' |

| سوريا                                | 5–2                      | أفغانستان              |
| ------------------------------------ | ------------------------ | ---------------------- |
| أومري 9'، 21'، 83' · المواس 32'، 90' | تقرير (FIFA) تقرير (AFC) | أميري 44' · شايسته 78' |

| سنغافورة | 0–3                      | اليابان                               |
| -------- | ------------------------ | ------------------------------------- |
|          | تقرير (FIFA) تقرير (AFC) | كانازاكي 20' · هوندا 26' · يوشيدا 88' |

| أفغانستان                          | 3–0                      | كمبوديا |
| ---------------------------------- | ------------------------ | ------- |
| زازي 42' · أميري 78' · أماني 90+4' | تقرير (FIFA) تقرير (AFC) |         |

| سنغافورة          | 1–2                      | سوريا             |
| ----------------- | ------------------------ | ----------------- |
| صفوان 89' (ركلة.) | تقرير (FIFA) تقرير (AFC) | خريبين 20'، 90+3' |

| كمبوديا | 0–2                      | اليابان                         |
| ------- | ------------------------ | ------------------------------- |
|         | تقرير (FIFA) تقرير (AFC) | لابورافي 51' (ه.ذ.) · هوندا 90' |

| اليابان                                                                   | 5–0                      | أفغانستان |
| ------------------------------------------------------------------------- | ------------------------ | --------- |
| أوكازاكي 43' · كييوتاكي 58' · محمد 63' (ه.ذ.) · يوشيدا 74' · كانازاكي 78' | تقرير (FIFA) تقرير (AFC) |           |

| سوريا                                                                  | 6–0                      | كمبوديا |
| ---------------------------------------------------------------------- | ------------------------ | ------- |
| خريبين 7'، 19' · كلاسي 57' · ماكارا 70' (ه.ذ.) · الحسين 80' · ملكي 84' | تقرير (FIFA) تقرير (AFC) |         |

| أفغانستان             | 2–1                      | سنغافورة   |
| --------------------- | ------------------------ | ---------- |
| أماني 39' · شيردل 79' | تقرير (FIFA) تقرير (AFC) | فازرول 89' |

| اليابان                                                           | 5–0                      | سوريا |
| ----------------------------------------------------------------- | ------------------------ | ----- |
| المصري 17' (ه.ذ.) · كاغاوا 66'، 90' · هوندا 86' · هاراغوتشي 90+3' | تقرير (FIFA) تقرير (AFC) |       |

### المجموعة س
| م | الفريق         | لعب | ف | ت | خ | أ.له | أ.ع | أ.ف | نقاط | التأهل                                      |
| - | -------------- | --- | - | - | - | ---- | --- | --- | ---- | ------------------------------------------- |
| 1 | تايلاند        | 6   | 4 | 2 | 0 | 14   | 6   | +8  | 14   | المرحلة الثالثة و‌كأس آسيا                   |
| 2 | العراق         | 6   | 3 | 3 | 0 | 13   | 6   | +7  | 12   | المرحلة الثالثة و‌كأس آسيا                   |
| 3 | فيتنام         | 6   | 2 | 1 | 3 | 7    | 8   | −1  | 7    | المرحلة الثالثة التأهيلية لكأس آسيا         |
| 4 | تايبيه الصينية | 6   | 0 | 0 | 6 | 5    | 19  | −14 | 0    | مرحلة المباريات الفاصلة التأهيلية لكأس آسيا |
| 5 | إندونيسيا (D)  | 0   | 0 | 0 | 0 | 0    | 0   | 0   | 0    | استبعدت بسبب إيقاف الفيفا                   |

1. ↑  في 30 مايو 2015، أعلن الفيفا أنه تم إيقاف اتحاد إندونيسيا لكرة القدم مع مفعول فوري للتدخل الحكومي.[22] وأكد الاتحاد الآسيوي لكرة القدم في 3 يونيو 2015، أن إندونيسيا قد استبعدت من المنافسة المؤهلة، وألغيت جميع المباريات التي تنطوي عليها.[23]

| تايلاند    | 1–0                      | فيتنام |
| ---------- | ------------------------ | ------ |
| بوكلاو 80' | تقرير (FIFA) تقرير (AFC) |        |

| تايبيه الصينية | 0–2                      | تايلاند          |
| -------------- | ------------------------ | ---------------- |
|                | تقرير (FIFA) تقرير (AFC) | تيراسيل 21'، 39' |

| العراق                                                             | 5–1                      | تايبيه الصينية   |
| ------------------------------------------------------------------ | ------------------------ | ---------------- |
| عدنان 37' · حصني 59' · ياسين 80' · محمود 88' · ميرام 90+1' (ركلة.) | تقرير (FIFA) تقرير (AFC) | وين تشيه-هاو 86' |

| تايبيه الصينية    | 1–2                      | فيتنام              |
| ----------------- | ------------------------ | ------------------- |
| وو تشون-تشينغ 82' | تقرير (FIFA) تقرير (AFC) | تان 53' · سون 90+2' |

| تايلاند                           | 2–2                      | العراق                |
| --------------------------------- | ------------------------ | --------------------- |
| تيراتون 80' (ركلة.) · مونغكول 83' | تقرير (FIFA) تقرير (AFC) | ميرام 34' · محمود 49' |

| فيتنام  | 1–1                      | العراق              |
| ------- | ------------------------ | ------------------- |
| فين 25' | تقرير (FIFA) تقرير (AFC) | محمود 90+7' (ركلة.) |

| فيتنام | 0–3                      | تايلاند                                             |
| ------ | ------------------------ | --------------------------------------------------- |
|        | تقرير (FIFA) تقرير (AFC) | كرويكريت 29' · دين تين تان 56' (ه.ذ.) · تيراتون 70' |

| تايلاند                                          | 4–2                      | تايبيه الصينية                 |
| ------------------------------------------------ | ------------------------ | ------------------------------ |
| تيراسيل 41' · بوكلاو 52' · أديساك 72' · تانا 74' | تقرير (FIFA) تقرير (AFC) | ياكي ين 3' · هونغ كاي-تشون 65' |

| تايبيه الصينية | 0–2                      | العراق                  |
| -------------- | ------------------------ | ----------------------- |
|                | تقرير (FIFA) تقرير (AFC) | إسماعيل 19' · محمود 85' |

| فيتنام                            | 4–1                      | تايبيه الصينية   |
| --------------------------------- | ------------------------ | ---------------- |
| فين 8'، 90+1' · فان توان 29'، 42' | تقرير (FIFA) تقرير (AFC) | وو تشون-تشينغ 7' |

| العراق                 | 2–2                      | تايلاند                  |
| ---------------------- | ------------------------ | ------------------------ |
| كامل 66' · عدنان 90+5' | تقرير (FIFA) تقرير (AFC) | مونغكول 39' · أديساك 86' |

| العراق           | 1–0                      | فيتنام |
| ---------------- | ------------------------ | ------ |
| عبد الرحيم 45+1' | تقرير (FIFA) تقرير (AFC) |        |

### المجموعة ص
| م | الفريق         | لعب | ف | ت | خ | أ.له | أ.ع | أ.ف | نقاط | التأهل                                      |
| - | -------------- | --- | - | - | - | ---- | --- | --- | ---- | ------------------------------------------- |
| 1 | كوريا الجنوبية | 8   | 8 | 0 | 0 | 27   | 0   | +27 | 24   | المرحلة الثالثة و‌كأس آسيا                   |
| 2 | لبنان          | 8   | 3 | 2 | 3 | 12   | 6   | +6  | 11   | المرحلة الثالثة التأهيلية لكأس آسيا         |
| 3 | الكويت         | 8   | 3 | 1 | 4 | 12   | 10  | +2  | 10   | المرحلة الثالثة التأهيلية لكأس آسيا         |
| 4 | ميانمار        | 8   | 2 | 2 | 4 | 9    | 21  | −12 | 8    | المرحلة الثالثة التأهيلية لكأس آسيا         |
| 5 | لاوس           | 8   | 1 | 1 | 6 | 6    | 29  | −23 | 4    | مرحلة المباريات الفاصلة التأهيلية لكأس آسيا |

1. ↑  في 16 أكتوبر 2015، أعلن الفيفا أن الاتحاد الكويتي لكرة القدم تم إيقافه بمفعول فوري، بناء على قرار من اللجنة التنفيذية للفيفا بأن قانون الرياضة في الكويت يجب أن يتغير قبل 15 أكتوبر.[25] مباراة ميانمار × الكويت، المقررة في 17 نوفمبر 2015، لم تلعب وذلك بسبب هذا الإيقاف،[26] وفي 13 يناير 2016، قرر الفيفا أن هذه المباراة ينبغي اعتبارها متنازل عنها من قبل الكويت، ومنحها كفوز 3–0 لصالح ميانمار.[27] مباراتي الكويت × لاوس وكوريا الجنوبية × الكويت، المقرر عقدهما يومي 24 و29 مارس 2016 على التوالي، لم تعقد كما كان مقرراً، وفي 6 أبريل، قرر الفيفا أن هتين المباراتين ينبغي اعتبارهما متنازل عنهما من قبل الكويت، ومنحتا كفوز 3–0 لصالح لاوس وكوريا الجنوبية.[28]

| لاوس                      | 2–2                      | ميانمار                              |
| ------------------------- | ------------------------ | ------------------------------------ |
| سايافوتي 81' (ركلة.)، 83' | تقرير (FIFA) تقرير (AFC) | زاو مين تون 41' · كياو زايار وين 85' |

| لبنان | 0–1                      | الكويت   |
| ----- | ------------------------ | -------- |
|       | تقرير (FIFA) تقرير (AFC) | ناصر 86' |

| ميانمار | 0–2                      | كوريا الجنوبية                      |
| ------- | ------------------------ | ----------------------------------- |
|         | تقرير (FIFA) تقرير (AFC) | لي جاي-سونغ 35' · سون هيونغ-مين 67' |

| لاوس | 0–2                      | لبنان               |
| ---- | ------------------------ | ------------------- |
|      | تقرير (FIFA) تقرير (AFC) | غدار 5' · شمسين 75' |

| كوريا الجنوبية                                                                                                  | 8–0                      | لاوس |
| --- | ------------------------ | ---- |
| لي تشونغ-يونغ 9' · سون هيونغ-مين 12'، 74'، 89' · كوون تشانغ-هون 30'، 75' · سوك هيون-جون 57' · لي جاي-سونغ 90+4' | تقرير (FIFA) تقرير (AFC) |      |

| الكويت | 9–0                      | ميانمار |
| --- | ------------------------ | ------- |
| ناصر 11'، 18' · مقصيد 12' · زايد 46' · زاو مين تون 56' (ه.ذ.) · المشعان 61' · المطوع 69' (ركلة.)، 88'، 90+3' | تقرير (FIFA) تقرير (AFC) |         |

| لاوس | 0–2                      | الكويت                        |
| ---- | ------------------------ | ----------------------------- |
|      | تقرير (FIFA) تقرير (AFC) | ناصر 31' · المطوع 84' (ركلة.) |

| لبنان | 0–3                      | كوريا الجنوبية                                                  |
| ----- | ------------------------ | --------------------------------------------------------------- |
|       | تقرير (FIFA) تقرير (AFC) | جانغ هيون-سو 22' (ركلة.) · حمام 26' (ه.ذ.) · كوون تشانغ-هون 60' |

| ميانمار | 0–2                      | لبنان                  |
| ------- | ------------------------ | ---------------------- |
|         | تقرير (FIFA) تقرير (AFC) | معتوق 28' · عطوي 90+3' |

| الكويت | 0–1                      | كوريا الجنوبية  |
| ------ | ------------------------ | --------------- |
|        | تقرير (FIFA) تقرير (AFC) | كو جا-تشيول 12' |

| ميانمار                                          | 3–1                      | لاوس        |
| ------------------------------------------------ | ------------------------ | ----------- |
| سوان لام مانغ 13' · كياو كو كو 32' · أونغ تو 50' | تقرير (FIFA) تقرير (AFC) | سايافوتي 2' |

| الكويت | 0–0                      | لبنان |
| ------ | ------------------------ | ----- |
|        | تقرير (FIFA) تقرير (AFC) |       |

| كوريا الجنوبية                                                        | 4–0                      | ميانمار |
| --------------------------------------------------------------------- | ------------------------ | ------- |
| لي جاي-سونغ 18' · كو جا-تشيول 30' · جانغ هيون-سو 82' · نام تاي-هي 86' | تقرير (FIFA) تقرير (AFC) |         |

| لبنان                                                                      | 7–0                      | لاوس |
| -------------------------------------------------------------------------- | ------------------------ | ---- |
| محمد 27' · عنتر 34' · شعيتو 36'، 90+3' · حمام 42' · معتوق 59' · العمري 90' | تقرير (FIFA) تقرير (AFC) |      |

| لاوس | 0–5                      | كوريا الجنوبية                                                            |
| ---- | ------------------------ | ------------------------------------------------------------------------- |
|      | تقرير (FIFA) تقرير (AFC) | كي سونغ-يوينغ 3' (ركلة.)، 33' · سون هيونغ-مين 35'، 67' · سوك هيون-جون 43' |

| ميانمار | 3–0 منحت                 | الكويت |
| ------- | ------------------------ | ------ |
|         | تقرير (FIFA) تقرير (AFC) |        |

| كوريا الجنوبية      | 1–0                      | لبنان |
| ------------------- | ------------------------ | ----- |
| لي جيونغ-هيوب 90+3' | تقرير (FIFA) تقرير (AFC) |       |

| الكويت | 0–3 منحت                 | لاوس |
| ------ | ------------------------ | ---- |
|        | تقرير (FIFA) تقرير (AFC) |      |

| لبنان      | 1–1                      | ميانمار     |
| ---------- | ------------------------ | ----------- |
| الحلوي 88' | تقرير (FIFA) تقرير (AFC) | أونغ تو 73' |

| كوريا الجنوبية | 3–0 منحت                 | الكويت |
| -------------- | ------------------------ | ------ |
|                | تقرير (FIFA) تقرير (AFC) |        |

### المجموعة ط
| م | الفريق         | لعب | ف | ت | خ | أ.له | أ.ع | أ.ف | نقاط | التأهل                                      |
| - | -------------- | --- | - | - | - | ---- | --- | --- | ---- | ------------------------------------------- |
| 1 | أوزبكستان      | 8   | 7 | 0 | 1 | 20   | 7   | +13 | 21   | المرحلة الثالثة و‌كأس آسيا                   |
| 2 | كوريا الشمالية | 8   | 5 | 1 | 2 | 14   | 8   | +6  | 16   | المرحلة الثالثة التأهيلية لكأس آسيا         |
| 3 | الفلبين        | 8   | 3 | 1 | 4 | 8    | 12  | −4  | 10   | المرحلة الثالثة التأهيلية لكأس آسيا         |
| 4 | البحرين        | 8   | 3 | 0 | 5 | 10   | 10  | 0   | 9    | المرحلة الثالثة التأهيلية لكأس آسيا         |
| 5 | اليمن          | 8   | 1 | 0 | 7 | 2    | 17  | −15 | 3    | مرحلة المباريات الفاصلة التأهيلية لكأس آسيا |

| الفلبين                   | 2–1                      | البحرين       |
| ------------------------- | ------------------------ | ------------- |
| بهادران 50' · باتينيو 60' | تقرير (FIFA) تقرير (AFC) | المالود 90+3' |

| اليمن | 0–3 منحت                 | كوريا الشمالية  |
| ----- | ------------------------ | --------------- |
|       | تقرير (FIFA) تقرير (AFC) | سو هيون-أوك 71' |

| كوريا الشمالية                                                            | 4–2                      | أوزبكستان                  |
| ------------------------------------------------------------------------- | ------------------------ | -------------------------- |
| باك كوانغ-ريونغ 4' · جانغ كوك-تشول 16' · رو هاك-سو 34' · ري هيوك-تشول 36' | تقرير (FIFA) تقرير (AFC) | إسماعيلوف 53' · رشيدوف 79' |

| اليمن | 0–2                      | الفلبين                |
| ----- | ------------------------ | ---------------------- |
|       | تقرير (FIFA) تقرير (AFC) | بهادران 52' · رمزي 74' |

| أوزبكستان  | 1–0                      | اليمن |
| ---------- | ------------------------ | ----- |
| غينريخ 51' | تقرير (FIFA) تقرير (AFC) |       |

| البحرين | 0–1                      | كوريا الشمالية    |
| ------- | ------------------------ | ----------------- |
|         | تقرير (FIFA) تقرير (AFC) | جونغ إيل-غوان 42' |

| الفلبين  | 1–5                      | أوزبكستان                                      |
| -------- | ------------------------ | ---------------------------------------------- |
| شروك 68' | تقرير (FIFA) تقرير (AFC) | أحمدوف 1' · رشيدوف 14'، 80' · سيرغييف 43'، 65' |

| اليمن | 0–4                      | البحرين                                                    |
| ----- | ------------------------ | ---------------------------------------------------------- |
|       | تقرير (FIFA) تقرير (AFC) | علي بابا 31' (ركلة.) · الحسيني 45+1' · عمر 66' · عدنان 77' |

| كوريا الشمالية | 0–0                      | الفلبين |
| -------------- | ------------------------ | ------- |
|                | تقرير (FIFA) تقرير (AFC) |         |

| البحرين | 0–4                      | أوزبكستان                                               |
| ------- | ------------------------ | ------------------------------------------------------- |
|         | تقرير (FIFA) تقرير (AFC) | سيرغييف 52' · أحمدوف 56' · رشيدوف 66' · شومورودوف 90+5' |

| كوريا الشمالية            | 1–0                      | اليمن |
| ------------------------- | ------------------------ | ----- |
| جونغ إيل-غوان 12' (ركلة.) | تقرير (FIFA) تقرير (AFC) |       |

| البحرين                    | 2–0                      | الفلبين |
| -------------------------- | ------------------------ | ------- |
| عبد اللطيف 53' · عدنان 61' | تقرير (FIFA) تقرير (AFC) |         |

| الفلبين | 0–1                      | اليمن          |
| ------- | ------------------------ | -------------- |
|         | تقرير (FIFA) تقرير (AFC) | أ. السروري 83' |

| أوزبكستان                             | 3–1                      | كوريا الشمالية  |
| ------------------------------------- | ------------------------ | --------------- |
| سيرغييف 23' · غينريخ 65' · أحمدوف 87' | تقرير (FIFA) تقرير (AFC) | ري هيوك-تشول 2' |

| كوريا الشمالية                                      | 2–0                      | البحرين |
| --------------------------------------------------- | ------------------------ | ------- |
| باك كوانغ-ريونغ 45+1' (ركلة.) · جونغ إيل-غوان 90+3' | تقرير (FIFA) تقرير (AFC) |         |

| اليمن            | 1–3                      | أوزبكستان                            |
| ---------------- | ------------------------ | ------------------------------------ |
| أ. السروري 90+2' | تقرير (FIFA) تقرير (AFC) | حيدروف 7' · جباروف 31' · أندرييف 50' |

| أوزبكستان     | 1–0                      | الفلبين |
| ------------- | ------------------------ | ------- |
| إسماعيلوف 59' | تقرير (FIFA) تقرير (AFC) |         |

| البحرين                                              | 3–0                      | اليمن |
| ---------------------------------------------------- | ------------------------ | ----- |
| عبد اللطيف 32' (ركلة.) · المالود 63' · الرميحي 90+2' | تقرير (FIFA) تقرير (AFC) |       |

| الفلبين                          | 3–2                      | كوريا الشمالية                        |
| -------------------------------- | ------------------------ | ------------------------------------- |
| بهادران 43' · أوت 84' · رمزي 90' | تقرير (FIFA) تقرير (AFC) | سو كيونغ-جين 45+2' · ري هيوك-تشول 48' |

| أوزبكستان  | 1–0                      | البحرين |
| ---------- | ------------------------ | ------- |
| رشيدوف 50' | تقرير (FIFA) تقرير (AFC) |         |

## مسجلو الأهداف
لقد تم تسجيل 507 هدفاً في 152 مباراة، بمعدل 3.34 هدف لكل مباراة.
14 هدف
- محمد السهلاوي

11 هدف
- أحمد خليل

8 أهداف
- تيم كاهيل
- يانغ شو

7 أهداف
- سردار آزمون
- عمر خريبين

6 أهداف
- يو داباو
- كيسوكي هوندا
- حمزة الدردور
- سون هيونغ-مين
- منوشهر جليلوف

5 أهداف
- مهدي طارمي
- شينجي كاغاوا
- حسن عبد الفتاح
- علي أشفق
- حسن الهيدوس
- تيسير الجاسم
- علي مبخوت
- سردار رشيدوف

4 أهداف
- ميلي يديناك
- يونس محمود
- شينجي أوكازاكي
- عبد الله ذيب
- بدر المطوع
- يوسف ناصر
- أحمد أبو ناهية
- بوعلام خوخي
- محمد مونتاري
- محمد موسى
- أسامة أومري
- إيغور سيرغييف

3 أهداف
- توم روغيتش
- ناثان برنز
- جيانغ نينغ
- مايا يوشيدا
- خامفينغ سايافوتي
- ري هيوك-تشول
- جونغ إيل-غوان
- جوناتان كانتيانا
- تامر صيام
- ميثاق بهادران
- علي أسد الله
- أنتون زمليانوخين
- يحيى الشهري
- صفوان بحر الدين
- فازرول نواز
- كوون تشانغ-هون
- لي جاي-سونغ
- سنحاريب ملكي
- محمود المواس
- تيراسيل دانغدا
- أرسلانمراد أمانوف
- عمر عبد الرحمن
- عادل أحمدوف
- لي كونغ فين

هدفين
- خيبر أماني
- نور الله أميري
- مصطفى زازي
- ماسيمو لونغو
- مارك ميليغان
- آرون موي
- إسماعيل عبد اللطيف
- عبد الوهاب المالود
- سيد محمد عدنان
- تشيرينغ دورجي
- تشينتشو غيلتشين
- وانغ يونغبو
- وو لي
- يو هانتشاو
- وو تشون-تشينغ
- غودفريد كاريكاري
- لام كا واي
- جيمس ماككي
- سونيل تشيتري
- أشكان دجاغه
- إحسان حاج صفي
- علي عدنان
- جستن ميرام
- مو كانازاكي
- فيتالي لوكس
- حسن شعيتو
- حسن معتوق
- أونغ تو
- باك كوانغ-ريونغ
- عماد الحوسني
- أحمد مبارك المحيجري
- عبد العزيز المقبالي
- جاكا حبيشة
- سامح مراعبة
- ياسر بينتو
- إيان رمزي
- كريم بوضياف
- محمد كاسولا
- فهد المولد
- خايرول عمري
- جانغ هيون-سو
- كي سونغ-يوينغ
- كو جا-تشيول
- سوك هيون-جون
- عبد الرزاق الحسين
- رجا رافع
- أحتم نظروف
- بوكلاو أنان
- تيراتون بونماتان
- أديساك كرايسورن
- مونغكول توساكراي
- رامون سارو
- غوفانتش أبيلوف
- ألكساندر غينريخ
- أنزور إسماعيلوف
- نغوين فان توان
- أحمد السروري

هدف واحد
- فيصل شايسته
- يوسف شيردل
- ماثيو ليكي
- تومي أور
- سامي الحسيني
- حسين علي بابا
- محمد الرميحي
- عبد الله عمر
- جاهد حسن أميلي
- بيرن باسنت
- سوس سوهانا
- هوانغ بوين
- مي فانغ
- جانغ لينبنغ
- جانغ شيجي
- هونغ كاي-تشون
- وين تشيه-هاو
- ياكي ين
- براندون ماكونالد
- ترافيس نيكلاو
- كريستيان أنان
- باي هي
- تشان سيو كي
- جو يينغجي
- لو كوان يي
- باولينيو
- شو ديشواي
- سانديش جهينغان
- جيجي لالبيكهلوا
- روبين سينغ
- كريم أنصاريفرد
- سعيد عزت اللهي
- جلال حسيني
- علي رضا جهانبخش
- كمال كاميابينيا
- مرتضى بورعليغنجي
- رامين رضائيان
- مسعود شجاعي
- أندرانيك تيموريان
- مهدي ترابي
- مهند عبد الرحيم
- علي حصني
- ضرغام إسماعيل
- مهدي كامل
- أحمد ياسين
- غينكي هاراغوتشي
- هيروشي كييوتاكي
- ماساتو موريشيغي
- تاكاشي أوسامي
- منذر أبو عمارة
- ياسين البخيت
- يوسف النبر
- يوسف الرواشدة
- بهاء فيصل
- أحمد سمير
- علي مقصيد
- عبد العزيز المشعان
- فيصل زايد
- إيلدار أميروف
- إدغار بيرنهارت
- ألمازبيك ميرزالييف
- رضا عنتر
- عباس أحمد عطوي
- هلال الحلوي
- محمد غدار
- علي حمام
- يوسف محمد
- جوان العمري
- فايز شمسين
- محمد عمري يحيى
- بادرول بختيار
- محمد شفيق رحيم
- صافي سالي
- أسد الله عبد الله
- نايز حسن
- أحمد نشيد
- كياو كو كو
- كياو زايار وين
- سوان لام مانغ
- زاو مين تون
- جانغ كوك-تشول
- رو هاك-سو
- سو هيون-أوك
- سو كيونغ-جين
- محمد الغساني
- سعد المخيني
- قاسم سعيد
- رائد إبراهيم صالح
- مصعب البطاط
- أحمد عوض
- عبد اللطيف البهداري
- ماتياس حذوة
- بابلو تامبوريني
- خضر يوسف
- مانويل أوت
- خافيير باتينيو
- ستيفان شروك
- أكرم عفيف
- عبد الكريم حسن
- أحمد عبد المقصود
- إسماعيل محمد
- سباستيان سوريا
- سلمان الفرج
- أسامة هوساوي
- نايف هزازي
- فارس راملي
- لي تشونغ-يونغ
- لي جيونغ-هيوب
- نام تاي-هي
- مؤيد العجان
- عدي الجفال
- أحمد كلاسي
- عمر الميداني
- فتح الله فتح اللهئيف
- تانا تشانابوت
- كرويكريت تاويكارن
- سردارالي آتاييف
- أرتور غيفوركيان
- رسلان مينغازوف
- سليمان موهادوف
- ميكان ساباروف
- محمد أحمد
- إسماعيل الحمادي
- أحمد العطاس
- حبيب الفردان
- عبد الله موسى
- مهند سالم
- ستانيسلاف أندرييف
- سرفر جباروف
- عزيزبك حيدروف
- إلدار شومورودوف
- دين تين تان
- تران في سون

هدف ذاتي واحد
- شريف محمد (لعب ضد اليابان)
- كون لابورافي (لعب ضد اليابان)
- لينغ ماكارا (لعب ضد سوريا)
- إيلدار أميروف (لعب ضد أستراليا)
- فاليري كيتشين (لعب ضد بنغلاديش)
- علي حمام (لعب ضد كوريا الجنوبية)
- زاو مين تون (لعب ضد الكويت)
- حمدي المصري (لعب ضد اليابان)
- سردار أناورازوف (لعب ضد غوام)
- ميكان ساباروف (لعب ضد عمان)
- دين تين تان (لعب ضد تايلاند)

## روابط خارجية
- الموقع الرسمي

  - Qualifiers – Asia: Round 2, FIFA.com
- FIFA World Cup, the-AFC.com
- الموقع الرسمي
, the-AFC.com